# Peuet Sague
Peuet Sague je masivní a v současné době nečinný sopečný komplex se čtyřmi vrcholy, nacházející se na severozápadním okraji indonéského ostrova Sumatra. Hora vyniká svojí izolací od lidského osídlení, neboť aby se k ní návštěvník dostal, musí z nejbližší vesnice (8 km) využít několik cest, což může zabrat i několik dní.

## Vulkanismus
O historii vulkánu před 20. století je známo velmi málo. Poprvé se sopečná erupce zaznamenala v letech 1918–1921, kdy explozivní aktivitu doprovázely pyroklastické proudy a růst lávových dómů. Aktivní kráter se nachází severovýchodně od vrcholu Tutung, přičemž jsou pro něj typické malé až středně silné erupce.

### Nedávná historie
Ráno 26. dubna 1998 si pilot letecké společnosti Garuda Indonesia všiml oblaku sopečného popela, stoupající do výšky 3 km. Následně místní velitel indonéských leteckých sil potvrdil erupci od svého stíhacího pilota, který se mimo jiné zmínil také o požáru okolního lesa. Nicméně se jednalo o druhou erupci. Ta první započala o 7 dní dříve, ale zakryl ji hustý kouř ze zmíněných lesních požárů. Příslušný úřad charakterizoval erupci jako freatickou. K události došlo poblíž vrcholu Tutung (2 km západně vrcholu Peuet Sague). 
V období od 9. března 1999 do 24. května 1999 se sopečná aktivita v komplexu Peuet Sague zvýšila. Místní obyvatelé slyšeli až 20 hlasitých výbuchů denně. Taktéž tektonická aktivita vzrostla a erupce generovaly bílo-šedý mrak vysoký 200 m. Veškerá aktivita poté ustala. 
Později se opět obnovila a pokračovala do prosince roku 2000, byť na nižší úrovni. Sledování sopečné činnosti jednou přerušil nefunkční seismograf. Během června bylo burácení sopky slyšeno minimálně v osmnácti případech. Ta se naposledy ozvala v prosinci třemi silnými výbuchy. Popel pokryl relativně velkou plochu v okruhu 20 km. Na indexu vulkanické aktivity je erupce ohodnocena stupněm VEI 2. 